# Diamonds and Pearls (film)
Diamonds and Pearls è un film muto del 1917 diretto da George Archainbaud che si ritiene perduto. Prodotto e distribuito dalla World Film, era interpretato da Kitty Gordon, Milton Sills, Curtis Cooksey, George MacQuarrie.

## Trama
Tra i suoi due pretendenti, Violetta D'Arcy sceglie Robert Van Ellstrom, credendo che questi sia più ricco dell'altro, il giovane Jack Harrington. Ma la fortuna del marito, come scopre ben presto Violetta, non è sufficiente a coprire i suoi debiti di gioco e lei, per trovare il denaro che le manca, non solo impegna i gioielli della cognata ma accetta anche del denaro dal padre di Jack, che aspira ad essere introdotto nella buona società. Il vecchio Harrington, però, si prende delle libertà con lei e Robert, il marito, interviene in difesa della moglie. Durante lo scontro tra i due uomini, Harrington spara, colpendo però Jack. Convinto di avere ucciso suo figlio, Harrington si suicida. Abbattuta e vergognosa, Violetta tenta di annegarsi, ma viene salvata da Robert che l'accoglie tra le sue braccia.

## Produzione
Il film fu prodotto dalla World Film con il titolo di lavorazione The Hour Glass.

## Distribuzione
Distribuito dalla World Film, il film uscì nelle sale cinematografiche statunitensi il 31 dicembre 1917.
Il copyright del film, richiesto dalla World Film Corp., fu registrato l'8 gennaio 1918 con il numero LU11911.
Non si conoscono copie ancora esistenti della pellicola che viene considerata presumibilmente perduta.